# Give Me Five
Give Me Five (Quintuplets) è una sitcom andata in onda per ventidue episodi su FOX dal 16 giugno 2004 al 12 gennaio 2005. Protagonisti della serie erano Andy Richter e Rebecca Creskoff nel ruolo dei due genitori di cinque gemelli.
La serie è in onda in Italia dal 13 giugno 2009 il sabato alle 18.00 su Italia 1.

## Trama
La storia è ambientata Nutley in New Jersey, e ruota intorno alle difficoltà ed alle situazioni tragicomiche di una famiglia, composta dai due genitori e da cinque gemelli. I problemi che i genitori devono affrontare sono sia di carattere economico che sentimentale, dato che i cinque ragazzi, una volta cresciuti, non suscitano più l'interesse e la tenerezza che avevano quando erano piccoli. La casa in cui è ambientata la serie è la tipica abitazione delle sitcom statunitensi, dotata di tre stanze da letto: una per i genitori Bob e Carol, una per i tre figli maschi Parker, Pearce e Patton, ed una per le due figlie femmine Penny e Paige.

## Episodi
| Stagione       | Episodi | Prima TV originale | Prima TV Italia |
| -------------- | ------- | ------------------ | --------------- |
| Prima stagione | 22      | 2004-2005          | 2009            |

## Personaggi
- Bob Chase (interpretato da Andy Richter).
 Il padre, lavora per un'agenzia pubblicitaria, e guadagna a malapena i soldi per sostenere la famiglia numerosa. La maggior parte del suo tempo è speso cercando di risparmiare denaro, e solo occasionalmente per fare da padre ai suoi cinque figli adolescenti, lui preferisce andare via ogni volta che ha la possibilità. Egli accusa il fatto che i bambini sono stati fecondati artificialmente e spiega che è per questo che sono nati così tanti in una volta e perché alcuni di loro non sono esattamente normali.

- Carol Chase (interpretata da Rebecca Creskoff).
 La madre. Mantiene unita la famiglia ed è la classica casalinga da sitcom. In un episodio lei cerca di tornare al lavoro, ma nessuno la vuole perché è stata ad allevare bambini per quindici anni. Torna ad essere una casalinga e rimane in questa posizione per tutto il resto dello spettacolo. Lei spesso fa da madre per i bambini, anche se genitori poveri, e applica le regole in casa.

- Parker Chase (interpretato da Jake McDorman).
 Il ragazzo popolare. Più alto dei bambini, bello, di successo nel mondo accademico, dello sport, e attraente. Egli prende in giro senza pietà i suoi fratelli, specialmente Pearce, ma è anche veloce a difenderli. A un certo punto, Patton, il più giovane e più basso, dice che Parker ha preso tutti i geni buoni e lo lasciò con quelli corti ed a Pearce con quelli strani.

- Pearce Chase (interpretato da Johnny Lewis).
 Il più strano membro della famiglia, con i capelli ricci. Ha una strana prospettiva praticamente su qualsiasi argomento, e non ha mai paura di condividere i suoi pensieri bizzarri con tutti.

- Penny Chase (interpretata da April Matson).
 E l'intellettuale e vigorosamente anticonformista. Si veste e si acconcia con uno stile alternativo, spesso scambiato per il tipico stile goth ed ama la lettura. Si sente inadeguata rispetto a Paige a causa del fatto che non è attraente come lei.

- Paige Chase (interpretata da Sarah Wright).
 La ragazza attraente, trascorre gran parte del suo tempo a pensare e migliorare il suo aspetto.

- Patton Chase (interpretato da Ryan Pinkston).
 Il più giovane e basso dei ragazzi. Questo è una fonte di divertimento per la famiglia e la vergogna per il padre e la madre. Spesso, Patton deve prendere degli ormoni della crescita. Le sorelle spesso lo trovano disgustoso.